# Embleem van Transnistrië

Embleem van Transnistrië met uitgeschreven landsnaam.

Embleem van de Moldavische SSR (1940-1991)

Het embleem van Transnistrië is het officiële symbool van de Transnistrische overheid. Het embleem is gebaseerd op dat van de voormalige Moldavische SSR, de staat waarvan Transnistrië zich op 2 september 1990 afscheidde.
Centraal in het embleem staat een zon met hamer-en-sikkelsymbool erboven, en daarboven een rode ster. Hoewel Transnistrië officieel geen communistisch of socialistisch land is, zijn deze symbolen wel behouden, officieel als herinnering aan het verleden. Onder de zon loopt een blauwe band die de rivier de Dniestr voorstelt. Aan de rand van het embleem staan korenaren, maïskolven, druiven en diverse groenten die de welvaart van het land symboliseren. Midden over het embleem loopt een rode band met de landsnaam in drie talen.
Er bestaan ten minste twee versies van het embleem: één met de landsnaam driemaal uitgeschreven en één met de landsnaam driemaal afgekort. In beide gevallen staat de Russische naam links, de Moldavische in het midden en de Oekraïense rechts.

## Voetnoten
1. ↑  Vaak wordt gesproken van een wapen, maar dat is in dit geval onjuist, aangezien het embleem bepaalde heraldische elementen mist.

Albanië · Andorra · Azerbeidzjan · België · Bosnië en Herzegovina · Bulgarije · Denemarken · Duitsland · Estland · Finland · Frankrijk · Georgië · Griekenland · Hongarije · Ierland · IJsland · Italië · Kosovo · Kroatië · Letland · Liechtenstein · Litouwen · Luxemburg · Malta · Moldavië · Monaco · Montenegro · Nederland · Noord-Macedonië · Noorwegen · Oekraïne · Oostenrijk · Polen · Portugal · Roemenië · Rusland · San Marino · Servië · Slovenië · Slowakije · Spanje · Transnistrië · Tsjechië · Turkije · Vaticaanstad · Verenigd Koninkrijk · Wit-Rusland · Zweden · Zwitserland

Afhankelijke gebieden: Åland · Faeröer · Gibraltar · Guernsey · Jersey · Man

Betwiste gebieden: Abchazië · Adzjarië